# Judson Laipply
Judson "Jud" Laipply (Lakewood, 22 de marzo de 1976) es un comediante estadounidense de Bucyrus, Ohio. Su show es famoso en todo Internet por el clip "Evolution of Dance". Es el vídeo que más veces ha sido marcado como favorito en el famoso portal de vídeos YouTube, además de ser el #25 más visto y el #4 que más ha gustado a los usuarios.

## Contexto
En el vídeo, Laipply baila al ritmo de varias canciones populares, de artistas como Elvis Presley, MC Hammer, Michael Jackson, etc. Muchas personas han visto el video en páginas web como CNN, MSN, E!, USA Today, Good Morning America, The Today Show, AOL, etc. El número de visualizaciones en YouTube era de 306.882.093 a 7 de febrero de 2020.; habiendo llegado a ser el primer vídeo más visto de este sitio durante un tiempo hace unos años. En 2009 Judson Laipply publicó la secuela de este video: "Evolution of Dance 2", que a 7 de febrero de 2020 tenía 24.031.788 visualizaciones en YouTube.

## Lista de canciones de "Evolution of Dance"
Estas son las canciones consecutivas que se escuchan en el video:

### Canciones de Evolution of Dance 1
| Canción                                   | Artista                             | Duración  | Lanzamiento |
| ----------------------------------------- | ----------------------------------- | --------- | ----------- |
| "Hound Dog"                               | Elvis Presley                       | 0:00–0:14 | 1956        |
| "The Twist"                               | Chubby Checker                      | 0:14–0:31 | 1960        |
| "Stayin' Alive"                           | The Bee Gees                        | 0:31–0:38 | 1977        |
| "Y.M.C.A."                                | The Village People                  | 0:38–0:56 | 1978        |
| "Kung Fu Fighting"                        | Carl Douglas                        | 0:56–1:03 | 1974        |
| "Keep On"                                 | The Brady Bunch                     | 1:03–1:17 | 1970        |
| "Greased Lightnin'"                       | John Travolta                       | 1:17–1:28 | 1978        |
| "You Shook Me All Night Long"             | AC/DC                               | 1:28–1:42 | 1980        |
| "Billie Jean"                             | Michael Jackson                     | 1:42–1:49 | 1983        |
| "Thriller"                                | Michael Jackson                     | 1:50–1:58 | 1983        |
| "Oompa Loompa"                            | Willy Wonka & the Chocolate Factory | 1:58–2:04 | 1971        |
| "Mr. Roboto"                              | Styx                                | 2:04–2:14 | 1983        |
| "Break Dance (Electric Boogie)"           | West Street Mob                     | 2:14–2:28 | 1970        |
| "Walk Like an Egyptian"                   | The Bangles                         | 2:28–2:36 | 1986        |
| "Dance Little Bird" (aka "Chicken Dance") | Bob Kames                           | 2:36–2:42 | 1982        |
| "Mony Mony"                               | Billy Idol                          | 2:42–2:57 | 1981        |
| "Ice Ice Baby"                            | Vanilla Ice                         | 2:57–3:11 | 1990        |
| "U Can't Touch This"                      | MC Hammer                           | 3:12–3:42 | 1990        |
| "Love Shack"                              | The B-52's                          | 3:42–3:46 | 1989        |
| "Apache (Jump on it)"                     | Sugarhill Gang                      | 3:46–4:03 | 1981        |
| "Jump Around"                             | House of Pain                       | 4:03–4:15 | 1992        |
| "Baby Got Back"                           | Sir Mix-A-Lot                       | 4:15–4:22 | 1992        |
| "Tubthumping"                             | Chumbawamba                         | 4:22–4:32 | 1997        |
| "What Is Love"                            | Haddaway                            | 4:32–4:40 | 1994        |
| "Cotton Eye Joe"                          | Rednex                              | 4:40–5:01 | 1994        |
| "Macarena"                                | Los Del Río                         | 5:01–5:06 | 1994        |
| "Bye Bye Bye"                             | 'N Sync                             | 5:06–5:29 | 1999        |
| "Lose Yourself"                           | Eminem                              | 5:29–5:33 | 2002        |
| "Hey Ya!"                                 | Outkast                             | 5:33–5:39 | 2003        |
| "Dirt Off Your Shoulder"                  | Jay-Z                               | 5:39–5:49 | 2004        |
| "Ice Ice Baby"                            | Vanilla Ice                         | 5:49–5:52 | 1990        |
| "Bye Bye Bye"                             | 'N Sync                             | 5:52–6:00 | 2000        |

## Lista de canciones de "Evolution of Dance 2"
Estas son las canciones consecutivas que se escuchan en el video:
| Canción                                                        | Artista                                      | Duración  | Lanzamiento |
| -------------------------------------------------------------- | -------------------------------------------- | --------- | ----------- |
| "I Got You (I Feel Good)"                                      | James Brown                                  | 0:10–0:30 | 1965        |
| "My Girl"                                                      | The Temptations                              | 0:30–0:39 | 1964        |
| "Proud Mary"                                                   | Ike and Tina Turner                          | 0:39–0:50 | 1971        |
| "The Hustle"                                                   | Van McCoy and the Soul City Symphony         | 0:50-0:55 | 1975        |
| "Hokey Pokey"                                                  | Larry LaPrise, Charles Macak and Tafit Baker | 0:55–1:09 | 1950        |
| "Shout"                                                        | Otis Day and the Knights                     | 1.09-1.20 | 1978        |
| "Tequila"                                                      | The Champs                                   | 1.21-1.30 | 1958        |
| "I'm Gonna Be (500 Miles)"                                     | The Proclaimers                              | 1:31–1:38 | 1988        |
| "Pump Up the Jam"                                              | Technotronic                                 | 1:38–1:56 | 1989        |
| "I'm Too Sexy"                                                 | Right Said Fred                              | 1:56–2:11 | 1992        |
| "Electric Slide"                                               | Marcia Griffiths                             | 2:11–2:31 | 1989        |
| "My Lovin' (You're Never Gonna Get It)"                        | En Vogue                                     | 2:31–2:42 | 1992        |
| "Tootsee Roll"                                                 | 69 Boyz                                      | 2:43-2:56 | 1994        |
| "Cha Cha Slide"                                                | DJ Casper                                    | 2:57–3:16 | 1996        |
| "Lean Back"                                                    | Terror Squad                                 | 3.16-3.23 | 2004        |
| "Here It Goes Again"                                           | OK Go                                        | 3:23–3:32 | 2006        |
| "London Bridge"                                                | Fergie                                       | 3:32–3:42 | 2006        |
| "Crank That (Soulja Boy)"                                      | Soulja Boy Tell 'Em                          | 3:42-4:00 | 2007        |
| "Shout" (Letra escuchada: "Now, wait a minute")                | The Isley Brothers                           | 4:00-4:02 | 1959        |
| "I'm Too Sexy" (Letra escuchada: "I'm too sexy for this song") | Right Said Fred                              | 4:02-4:05 | 1992        |